# Титтертен
Титтертен (нем. Titterten) — коммуна в Швейцарии, в кантоне Базель-Ланд. 
Входит в состав округа Вальденбург. Население составляет 413 человек (на 31 декабря 2007 года). Официальный код  —  2894.